# Tour de Singkarak
El Tour de Singkarak (oficialmente: Tour of Singkarak) es una carrera ciclista profesional por etapas indonesa que se disputa en el mes de junio (su primera edición fue en el mes de mayo) por la Provincia de Sumatra Occidental y particularmente en las inmediaciones del lago Singkarak.
Se disputa desde el 2009 formando parte del UCI Asia Tour, dentro de la categoría 2.2 (última categoría del profesionalismo). 

## Palmarés
| Año  | Ganador           | Segundo           | Tercero               |
| ---- | ----------------- | ----------------- | --------------------- |
| 2009 | Ghader Mizbani    | Amir Zargari      | Cameron Jennings      |
| 2010 | Ghader Mizbani    | Hossein Askari    | Amir Zargari          |
| 2011 | Amir Zargari      | Ki Ho Choi        | Maint Berkenbosch     |
| 2012 | Óscar Pujol       | Jai Crawford      | Chun Kai Feng         |
| 2013 | Ghader Mizbani    | Johan Coenen      | Amir Kolahdozhagh     |
| 2014 | Amir Zargari      | Rahim Ememi       | Ramin Mehrabani       |
| 2015 | Arvin Moazemi     | Amir Zargari      | Hossein Askari        |
| 2016 | Amir Kolahdozhagh | Dadi Suryadi      | Ricardo García Ambroa |
| 2017 | Khalil Khorshid   | Daniel Whitehouse | Yonathan Monsalve     |
| 2018 | Jesse Ewart       | Nikodemus Holler  | Ariya Phounsavath     |
| 2019 | Jesse Ewart       | Cristian Raileanu | Samad Poor Seiedi     |

Nota: En la edición 2011, Rahim Ememi fue inicialmente el ganado y Samad Poor Seiedi fue tercero, pero sus resultados fue anulados debido a sanciones por dopaje.

## Palmarés por países
| País      | Victorias |
| --------- | --------- |
| Irán      | 8         |
| Australia | 2         |
| España    | 1         |